# Fascination (videogioco)
(dalla presentazione del videogioco)
Fascination è un videogioco di tipo avventura grafica sviluppato da Tomahawk e pubblicato nel 1991 da Coktel Vision.

## Trama
Miami: Il capitano di un aereo, Doralice Prunelier, della linea Parigi-Miami appena atterrato deve constatare un decesso di un passeggero, il quale in punto di morte le consegna una valigia sospetta dicendo di non fidarsi di nessuno e la combinazione per aprirla ovvero le lettere A-A-R-G-H. Poco dopo si vedono due persone alla finestra di un albergo che discutono misteriosamente e li vicino, appostato su un tetto, si trova un cecchino il quale prende di mira Doralice appena uscita dall'aeroporto, il colpo non va a segno. Hotel Pelican qui inizia la storia. Le vicende iniziano con il tentativo di aprire la misteriosa valigetta.

## Modalità di gioco
Il videogioco è in stile con le classiche avventure di Coktel Vision, con le schermate a finestra. L'azione oltre che intrighi e misteri contiene un po' di scene erotiche che in alcune versioni vennero censurate. Durante il videogioco si impersona Dora sempre in terza persona. Gli enigmi da risolvere sono in due o tre schermate di gioco al massimo, fatto ciò il giocatore potrà andare alla prossima locazione.